# Bogdán István (író)
Bogdán István (Budapest, 1922. szeptember 15. – Budapest, 2001. május 11.) könyvtáros, történész, szakíró és ifjúsági író, a Magyar Országos Levéltár Központi Könyvtárának vezetője, a történelemtudomány doktora, a papírgyártás és több más hazai kézműves iparág történetének egyik legjelentősebb hazai kutatója.

## Élete
1922. szeptember 15-én született Bogdán István (1891–1935) postatanácsos és Plininger Julianna Viktória (1891–1961) fiaként. Középfokú tanulmányait Budapesten, a Werbőczy Gimnáziumban végezte, ahol 1941-ben tett érettségi vizsgát, majd – miután továbbtanulásra anyagi lehetőségei miatt nem volt módja – magántisztviselőnek állt. Húszévesen kötött házasságot Kecskeméti Annával, akitől a következő években két gyermeke született: 1943-ban István, aki festő- és grafikusművész lett, 1947-ben pedig Anna.
1944 októberétől egy éven át katonai szolgálatot teljesített, közben mintegy öt hónapot hadifogságban töltött. Leszerelését követően évekig alkalmi munkákból élt, mígnem 1948 nyarán a Magyar Országos Levéltárnál kapott állást, kezdetben mint alkalmi munkás, majd mint teremőr, de néhány év alatt levéltárosi posztig küzdötte fel magát. 1952-ben könyvtárosi szakképesítést is szerzett, így az intézet könyvtárosa, újabb néhány év múltán pedig könyvtárvezetője lehetett. 1956-tól a Levéltár központi könyvtárának vezetése mellett az ő feladata lett az ország 22 állami levéltári könyvtárának szakmai irányítása is.
Munkája mellett 1957-től részese lett az intézet restauráló műhelyének megszervezésének, amit korábban ő maga is kezdeményezett, 1967-ben pedig őt bízták meg e műhely vezetésével is. A nyugdíjazását megelőző időszakban lehetősége nyílt az általa ugyancsak hosszabb ideje szorgalmazott Levéltári Múzeum megszervezésére, és 1980-tól négy éven keresztül annak vezetésére is. 1983. december 31-ével nyugdíjazták, de még nyugdíjasként is jó néhány tanulmányt jelentetett meg, részt vett több lexikon szerkesztésében (Képes diáklexikon – Technika, 1989.; Magyar Katolikus Lexikon, 1993, Korai magyar történeti lexikon, 1994), valamint több ismeretterjesztő előadás megtartását vállalta magára.

## Szakmai tevékenysége
Az Országos Levéltár állományába kerülve már korán kutatásokba kezdett, egyik fő szakterülete a magyarországi papírológia, mint a történelem kutatásának egyik segédtudománya lett. Első tanulmányait 1955-től publikálta; már a következő évben második díjat nyert a Magyar Tudományos Akadémia technikatörténeti jeligés pályázatán, 1963-ban pedig az Akadémiai Kiadó megjelentette első szakkönyvét is, A magyarországi papíripar története 1530–1900 címmel. A kötet, amely a szerző addigi papíripari kutatásait összegezte, egyben a papírológia első jelentős hazai szakmunkája is lett.
Papírtörténeti kutatási tevékenysége mellett az 1960-as évek derekától mértéktörténeti kutatásokba is belekezdett, e munkájának eredménye számos tanulmány és szakcikk mellett egy három kötetes szakkönyv lett a méterrendszer bevezetése előtt hazánkban használt hossz, súly, térfogat, és egyéb mértékeket. Úttörő munkát végzett a magyarországi vízjelek részletes kutatása terén is, első, e tárgyban megjelent (1959-ben publikált) cikkét a szakterület egyik későbbi kutatója „a tudományos filigranológia alapjainak hazai kidolgozása felé tett első megalapozott munka”-ként értékelte Sokat publikált még a hazai nyomdák és malmok történetével kapcsolatban, illetve levéltártani kérdésekben is, ám ez utóbbi szakterületen kidolgozott változtatási (korszerűsítési) javaslataival többnyire nem tudta elérni, hogy bekerüljenek a hazai levéltárak napi gyakorlatába.
1961-től kezdve több mint három évtizeden keresztül tartott népszerűsítő, ismeretterjesztő előadásokat a Magyar Rádióban, majd a Magyar Televízióban a hazai technikatörténet érdekességeiről, illetve a magyar népszokásokról. Rádiós előadásainak jó része később nyomtatásban is megjelent, összesen 6 ismeretterjesztő könyve keretében.
Fontosnak tartotta a technikatörténethez kapcsolódó tárgyi emlékek megőrzését is, így nemcsak a Levéltári Múzeum megalapítója volt, de segítette a Vegyipari Múzeumot, hatalmas papírtörténeti gyűjteményét a Magyar Nemzeti Múzeumnak adományozta, közel 700 darabból álló, kézi vázlatrajzos vízjelgyűjteménye pedig a Magyar Vízjel Adatbank részét képezi. Szakmai munkája mellett szépirodalmi (ifjúsági), valamint bölcseleti műveket is alkotott és festéssel is foglalkozott. Számos műve kiadatlanul, kéziratban maradt.

## Díjai, elismerései
- 1982-ben elnyerte a Munka Érdemrend ezüst fokozatát, tudományos munkásságának elismeréseként.
- 1998-ban a Magyar Tudományos Akadémia a történelemtudomány doktorává nyilvánította, történészi munkásságáért.

## Művei

### Szaktudományi könyvek
- Levéltári alapismeretek. Budapest, 1960. (Irat és könyvkonzervátor tanfolyami jegyzet)
- A levéltári és könyvtári anyag alkotó elemei. Budapest, 1961. (Irat és könyvkonzervátor tanfolyami jegyzet)
- Három technikatörténeti fejezet Benda Kálmán – Irinyi Károly: A négyszáz éves debreceni nyomda című könyvében (p32-40.: A nyomda felszerelése és működése 1561-1711. p82-94.: A nyomda technikai működése 1711-1804. p137-143.: Gépek, technikai felszerelés 1804-1849.). Akadémiai Kiadó, Budapest, 1961.
- A papírkészítés fejlődése. In: Vámos György – Katona Kálmán (szerk.): Papíripari kézikönyv, p725. Műszaki Kiadó, Budapest, 1962. [A második kiadásban: p27-38., 1980.]
- A magyarországi papíripar története 1530-1900. Akadémiai Kiadó, Budapest, 1963.
- A Szombathelyi Pamutipar története 1899-1967. Szombathely, 1969.
- A magyar levéltári kiadványok bibliográfiája 1945–1974 (Horváth Jánosnéval). Budapest, 1975.
- Magyarországi hossz- és földmértékek a 16. század végéig. Akadémiai Kiadó, Budapest, 1978.
- Papírkészítőink mesterségszavai 16-19. sz. Budapest, 1979.
- A szakkönyvtár és anyagának használata. In: Levéltári ismeretek kézikönyve, p299-318. Tankönyvkiadó, Budapest, 1980.
- Két fejezet A történelem segédtudományai című szaktankönyvben. (p87-101.: Papírológia. p254273: Metrológia. Eötvös Loránd Tudományegyetem, Budapest, 1986.)
- Magyarországi hossz- és földmértékek 1601-1874. Akadémiai Kiadó, Budapest, 1990.
- Magyarországi űr-, térfogat-, súly- és darabmértékek 1874-ig. Akadémiai Kiadó, Budapest, 1991.
- Néhány történeti segédtudomány létrejötte. Doktori tézisösszefoglaló. Budapest, 1997., saját kiadás.

### Ismeretterjesztő művek
- Régi magyar mesterségek. Magvető, Budapest, 1973.
- Régi magyar mulatságok. Magvető, Budapest, 1978.
- Régi magyar históriák. Magvető, Budapest, 1980.
- Mestere volt egykor... Magvető, Budapest, 1984.
- A homo faber. In: Lovas György (szerk.): Gólyavári esték. A gondolkodás évszázadai, p147-159. RTV–Minerva, Budapest, 1986.
- Régi magyar mértékek. Gondolat, Budapest, 1987.
- Kézművesek mestersége. Gondolat, Budapest, 1989.

### Jelentősebb szakcikkek, tanulmányok
- A pécsi papírmalom. Papír- és Nyomdatechnika, Budapest. VII. évfolyam, 2–3: 70–72. 1955.
- A diósgyőri papírmalom alapítási kísérlete 1773-ban. Papír és Nyomdatechnika, Budapest. VII. évfolyam, 7:218–221. 1955.
- Papírgyártás 200 év előtt. Papír- és Nyomdatechnika, Budapest. VII. évfolyam, 8: 263–267. 1955.
- A diósgyőri papírmalom alapítása 1802-ben. Papír- és Nyomdatechnika, Budapest, VII. évfolyam, 11: 364-366. 1955.
- Vízjelek és vízjelkutatás. Papír- és Nyomdatechnika, Budapest. VIII. évfolyam, 1: 25–28.; (némi változtatással:) Levéltári Híradó, VIII. évfolyam, 23: 27–35. 1956.
- Papíripari találmányok 1750–1830. Papír- és Nyomdatechnika, Budapest. VIII. évfolyam, 4: 125–129. 1956.
- Papírkészítő mesterek és legények a XVIII. században. Papír- és Nyomdatechnika, Budapest. VIII. évfolyam, 6: 189–196. 1956.
- Díszoklevelek „tipográfiája”. Papír- és Nyomdatechnika melléklete, Magyar Tipográfia, VIII. évfolyam, 8: 1–7. 1956.
- XIX. századi vízjeleink. Papíripar, Budapest. I. évfolyam, 1–2: 23–30. 1957.
- Papír- és nyomdaipari történeti emlékeink védelme. Papíripar, Budapest. I. évfolyam, 7–8: 146–149. 1957.
- Papíripari találmányok a XIX. század második felében. 1. Papíripar, Budapest. I. évfolyam, 1–2: 34–38. 1958.
- A nyomdaipari múzeumért... Magyar Grafika, Budapest. II. évfolyam, 1–2: 57. 1958.
- Papíripari találmányok a XIX. század második felében. 2. Papíripar, Budapest. II. évfolyam, 1: 27–31. 1959.
- Az első magyar papírmalmok. Papíripar, Budapest. III. évfolyam, 2: 67–73. 1959.
- Néhány adat a XVI-XVIII. századbeli papírkészítésről. Papíripar, Budapest. III. évfolyam, 5: 189–194. 1959.
- A vízjelkutatás problémái. Vízjelgyűjtésünk módszertana. Levéltári Közlemények, Budapest. 30: 89–108. 1959.
- A lékai (hámori) papírmalom a XVIII. században. Történelmi Szemle, Budapest. III. évfolyam, 1: 49–63.
- Papírmalom alapítási kísérlet Budán. Papíripar, Budapest. IV. évfolyam, 5: 195–200. 1960.
- Angaben über die Papierherstellung in der Zeit vom XVI. bis XVIII. Jahrhundert, 1–2. Zellstoff und Papier, IX. évf. 11: 435–436; 12: 476–477. 1960.
- Papírgyár alapítási kísérletek Pesten a XIX. században. Papíripar, Budapest. V. évfolyam, 3: 95–100. 1961.
- XVI-XVII. századi papírkészítőink életéből. Papíripar, Budapest. VI. évfolyam, 5: 128–131. 1962.
- A papírkészítés fejlődése. Papíripari kézikönyv, Műszaki Kiadó, Budapest. 7–25. 1962.
- A papíralakok változása a XIV. századtól a szabványosításig. Papíripar, Budapest. VI. évfolyam, 5: 237–246. Historia papiernicztwa wegierskiego. Przeglad Papiernizy, XVIII. évf. 10: 328–329. 1962.
- A merített papír a XIV. századtól a XIX. század első feléig. Papíripar, Budapest. VII. évfolyam, 3: 110–115. 1963.
- Papírmalmaink átalakítása papírgyárakká. Papíripar, Budapest. VII. évfolyam, 5: 193–196. 1963.
- A papír műszaki felhasználásának kezdetei Magyarországon. Technika Történeti Szemle, Budapest, 1: 183–193. 1963.
- Miszellen zur Papiererzeugung von 200 Jahren. Papiergeschichte, XIV. évf., 1–2: 8–16. 1964.
- Magyar nyomdák és könyvnyomtatók. Élet és Tudomány, Budapest. XIX. évfolyam, 39: 1854–1859; 40: 1906–1910. 1964.
- A „vízjelírás” fejlődése. Papíripar, Budapest. VIII. évfolyam, 5: 170–178. 1964.
- A Papír-, Nyomda- és Írószeripari Múzeum megvalósításáért! Magyar Grafika, Budapest. VIII. évfolyam, 6:406–407. 1964.
- Miszellen zur Papiergeschichte. Papiergeschichte, XIV. évf. 5–6: 61–63. 1964.
- Adalék vízimalmaink műszaktörténetéhez. Agrártörténeti Szemle, Budapest. VI. évf. 3–4: 426–436. 1965.
- A XVI–XIX. századi anyagelőkészítő gépek és módszerek néhány műszaki adata. Papíripar, Budapest. IX. évfolyam, 4: 152–156. 1965.
- A fehér mesterség. 1–2. Élet és Tudomány, Budapest. XX. évf. 41: 1956–1961; 42: 2004–2009. 1965.
- Papírkereskedelmünk a XIV–XVII. században. Századok, Budapest. 99. évf., 4–5: 871–881. 1966.
- Papírmalmaink műszaki felszerelése. Technika Történeti Szemle, Budapest. III. évf., 1–2: 231–249. 1966.
- A malom és a népesség. Agrártörténeti Szemle 8. 1966. 12. 178-187.
- A fiumei papírgyár első évtizedei. Papíripar, Budapest. X. évf., 5: 179–184. 1966.
- A levéltár és az adatszolgáltatás. Levéltári szemle 16. 1966. 3. 603-614.
- Újabb kétszáz éves gabonalelet. Agrártörténeti Szemle 8. 1966. 4. 486-494.
- Királyi öl és királyi hold (Maksay Ferenccel). Agrártörténeti Szemle 9. 1967. 12. 106-110.
- Gabonamalmaink a 16-17. században. Agrártörténeti Szemle 9. 1968. 34. 308-327.
- Utánzott vízjeleink a századfordulón. Papíripar, Budapest. XII. évf. 1: 29–34. 1968.
- Adalékok a pápai papírmalom történetéhez. Papíripar, Budapest. XII. évf., 4: 138–143. 1968.
- Papírellátásunk és papírkereskedelmünk a XVIII–XIX. században. Levéltári Közlemények, Budapest. XXXIX. évf., 1: 9–27. 1968.
- Einige technische Daten zur Papiermacherei im XVII. bis XIX. Jahrhundert. Papiergeschichte, XIX. évf. , 3–4: 36–39. 1969.
- Papírkereskedelem Budapesten a XIX. században. Papíripar, Budapest. XIII. évf., 5: 217–220. 1969.
- A vízjel mint védjegy. Papíripar, Budapest. 14. évf., 2: 65–70. 1970.
- Helyi földmértékeink a 18. sz. végén. Történeti Statisztikai Évkönyv 1967-1968. 150-229.
- A papírvizsgálat kezdetei Magyarországon. 1889–1902. Papíripar, Budapest. (Zsoldos Bencével közösen) XV. évf., 4: 150–159. 1971.
- A Diósgyőri Papírgyár első évszázada (1802–1900). Technika Történeti Szemle, Budapest. 5: 53–68. 1971.
- 200 éves gyümölcsfa-fajtajegyzék (Geday Gusztávval). Agrártörténeti Szemle 13. 1971. 34. 327-374.
- Helyi földmértékeink 1828-ban. Levéltári Közlemények 42. 1971. 1. 51-101.
- Papírfeldolgozó iparunk a XIX. században. 1–2. Papíripar, Budapest. XVII. évf., 1: 23–31.; 4: 167–170. 1973.
- A betűk mestere. Tótfalusi Kis Miklós. Vigília 38. 1973. 10. 679-682.
- Technikatörténet és levéltár. Magyarországi tudomány- és technikatörténeti konferencia. MTESZ, Budapest, 1973. 36-368.
- A karácsonyolás. Vigilia 38. 1973. 12. 618-822.
- Vízjellel az irathamisítás ellen. Papíripar, Budapest. XVIII. évf., 1: 30–36. 1974.
- Húsvétolás. Vigilia 39. 1974. 4. 242-245.
- A fehér mív. Papíripar, Budapest. XVIII. évf., 5: 269–270. 1974.
- Papírkészítőink élete a XIX. században. Papíripar, Budapest. XIX. évf. 3: 114–118. 1975.
- Adalék a szentendrei papírmalom történetéhez. Papíripar, Budapest. XIX. évf., 5: 192–198. 1975.
- Papírgyáraink a XIX. századi kiállításokon. Technika Történeti Szemle, Budapest. 7: 71–80. 1975.
- Emberalakos XVIII. századi vízjeleink. Papíripar, Budapest. XXI. évf., 5: 185–191. 1976.
- Lázár térképeinek papirológiája. A magyar térképészet kezdetei. Tankönyvkiadó, Budapest. 92–93. 1976.
- A levéltári adatszolgáltatás alapja: a tezaurusz. Levéltári Szemle 27. 1977. 1. 89-94.
- A betűminta  nyomdatörténeti forrás. Magyar Grafika 21. 1977. 4. 78-79.
- Volt-e papírmalom Budán? Századok, Budapest. 111. évf., 3: 544–560. 1978.
- A papírkészítők címere. Papíripar, Budapest. XXII. évf., 4: 149–153. 1978.
- L'aptitude du papier pour la determination de la date. Colloque international, de textologie á Mátrafüred. – MTA Könyvtár, Budapest. 15–35. 1978.
- A papírkészítés fejlődése. In: Papíripari kézikönyv, p27–38. Műszaki Kiadó, Budapest, 1980.
- Az Országos Levéltár könyvtárának száz esztendeje 1875-1974. Levéltári Szemle 29. 1979. 12. 301-318.
- Rizsmajegy és rizsmacímke. Papíripar, Budapest. XXIV. évf., 4: 150–155. 1980.
- Gabonaféléink térfogatsúlya a 18/19. század fordulóján. Agrártörténeti Szemle 22. 1980. 34. 527-590.
- Watermarks as art. Interpressgrafik, 3: 33–37. 1982.
- The Paper Material of the Lazarus Maps. In: Lazarus Secretarius, p103-106. Akadémiai Kiadó, Budapest, 1982.
- La datation du papier a partir de ses propriétés matérielles. Colloque international de textologie à Mátrafüred 1978. Akadémiai Kiadó, Budapest, 1982. 2740.
- A levéltári adatszolgáltatás alapvető problémái – és a teendők. Levéltári Szemle 31. 1983. 23. 431438.
- Az írásbeliség anyagi-technikai alkotó elemei. Magyar Herold 1. 1984. 606-625.
- „Becsületesen közlegénykedni...” – Egy sajátos múlt századi életút: Károlyi István pályája. Közgazdasági Szemle 35. 1988. 3. 285-291.
- Magyarország kézműves mesterei 1828-ban. Történeti demográfiai füzetek 6. 763.
- Régi magyar papírmalmok. In: Évfordulóink a műszaki és természettudományokban. – MTSZ, Budapest, 122–125. 1990-91.
- Papiergeschichte Werke und Aufsätze zur ungarischen Papiergeschichte. 1956–1991. IPH Communications 2. Jg. n. 1.: 14–16. 1992.
- Budapest papíripara a 19. század végéig. Magyar Vízjel 3. évf. 5. sz. 2005. 320.
- Adatok a magyarországi 17-19. századi anyagkészítéshez (die Zeugmacherei). Magyar Vízjel 4. évf. 6. sz. 2006. 38.
- Néhány esztendő egy papírkészítőnk magánéletéből. Magyar Vízjel 4. évf. 7. sz. 2006. 39.

### Szépirodalmi és egyéb művek
- Őfelsége magánnyomozója (krimimese). Magvető, Budapest, 1977.
- Dani (ifjúsági regény). Balassi, Budapest, 1996.
- Mese mindenkinek. Szent István Társulat, Budapest, 1999.
- Filamér – Őfelsége magánnyomozója. 2. kiadás. Kalandor Kiadó, Budapest, 2006.
- Res ultimae, Lex historiae – Egy historikus gondolatai a végső dolgokról. Szent István Társulat, Budapest, 1999.

### Kéziratban maradt írások
- Hazai papíráralakulások XIV–XIX. század. 61 oldal. 1960.
- Budapest papíripara a XIX. század közepéig. 41 oldal. 1962.
- A papírkészítők szokásköre Magyarországon a XVI–XIX. században. 10 oldal. 1964.
- Néhány esztendő egy papírkészítő magánéletéből. 13 oldal. 1964.

### Rádiós előadások
- A fehér mesterség. Papírkészítők. Petőfi Rádió, Budapest, 1961. január 2., (21.40–22.00).
- A fehér mesterség nagykorúsítója: Türk György. Petőfi Rádió, Budapest, 1966. augusztus 8., (21.20–21.40).
- Mikor használtak Magyarországon először papírt? Ha még nem tudná. Petőfi Rádió, Budapest, 1970. október 12.

### Tévéelőadások
- A történelem segédtudományai. Papirológia. — TV Magiszter, MTV2, Budapest. 1995. július 23., (13.45–14.00).